# Иванова, Ольга (российская футболистка)
Ольга В. Иванова (13 февраля 1989) — российская футболистка, нападающая.

## Биография
Помимо стандартного футбола, выступала в соревнованиях среди инвалидов по слуху. В 2008 году, играя за сборную Москвы, стала победительницей и лучшим бомбардиром чемпионата России среди слабослышащих. В 2011 году также была чемпионкой и лучшим бомбардиром данных соревнований. Выступала за сборную России среди глухих, принимала участие в чемпионате Европы 2011 года.
В 2010—2011 годах играла в первом дивизионе России за команду «Юность Москвы», сформированную на базе сборной Москвы среди инвалидов по слуху. В обоих сезонах была лучшим бомбардиром своей команды — 14 голов в 2010 году и 22 года — в 2011 году. Стала автором первого гола «Юности Москвы» в официальных матчах — 25 мая 2010 года сделала «дубль» в игре против УОР из Серебряных Прудов (2:4). Несколько раз в играх первого дивизиона забивала по 4 гола за матч.
Весной 2013 года выступала в высшей лиге за «ЦСП Измайлово». Дебютный матч сыграла 11 мая 2013 года против «Кубаночки», заменив на 79-й минуте Нелли Коровкину. Всего в сезоне 2012/13 приняла участие в 5 матчах высшей лиги, во всех выходила на замены.
После ухода из «Измайлово» снова играла в первой лиге за «Юность Москвы».